# Bacillus horti
Bacillus horti è una specie di battere gram-negativo appartenente al genere Bacillus. È un organismo strettamente aerobico ed alcalofilo che produce spore elipsoidali. È classificato e numerato con il codice K13 (=JCM 9943).